# Elapognathus minor
Espèce
Synonymes
- Hoplocephalus minor  Günther, 1863

Statut de conservation UICN

 LC  : Préoccupation mineure
Elapognathus minor est une espèce de serpents de la famille des Elapidae.

## Répartition

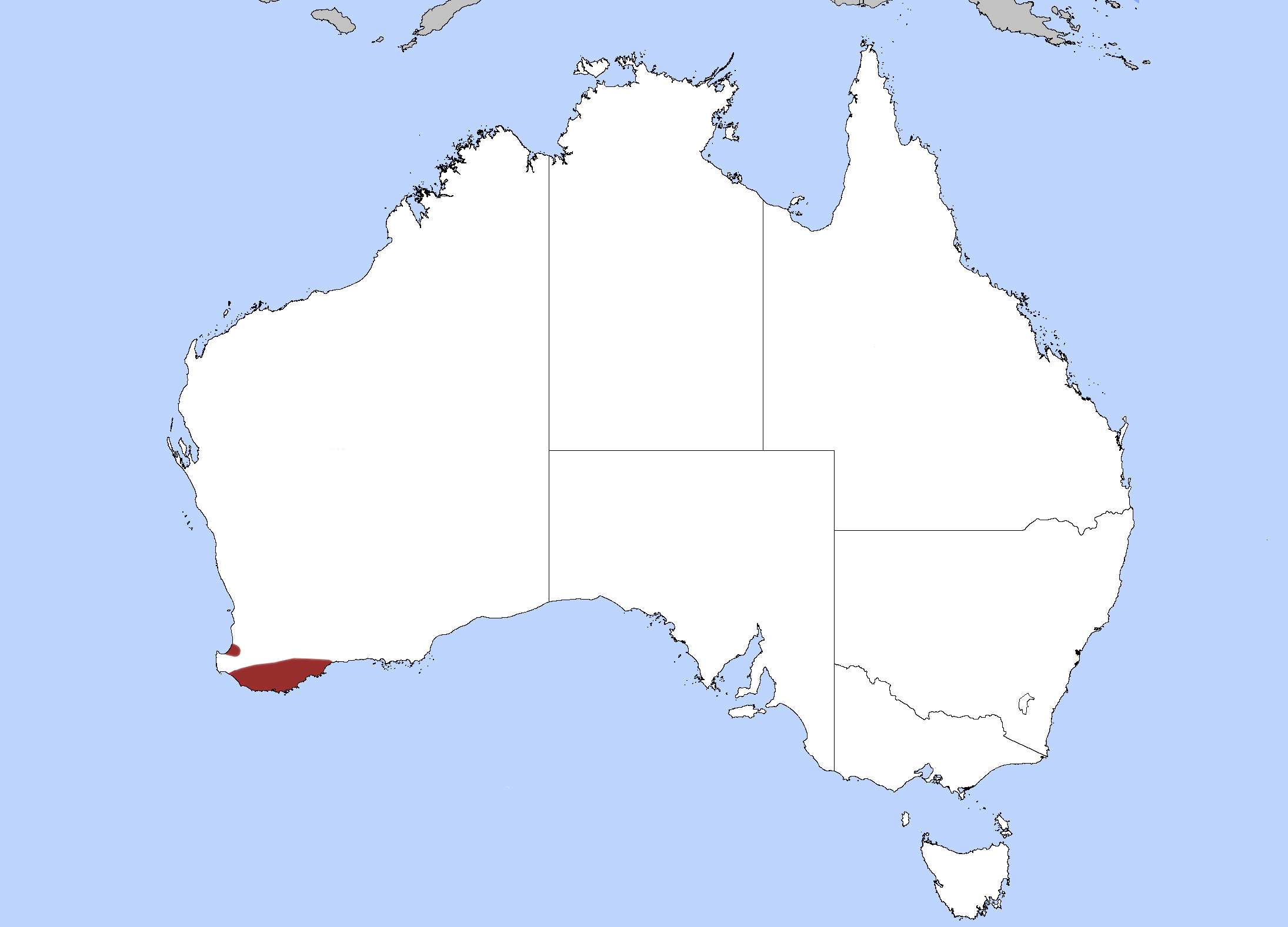
Distribution

Cette espèce est endémique d'Australie-Occidentale. Elle se rencontre dans le sud-ouest de l'État

## Publication originale
- Günther, 1863 : Third account of new species of snakes in the collection of the British Museum. Annals and magazine of natural history, ser. 3, vol. 12, p. 348-365 (texte intégral).